# Biwaella
Biwaella es un género de foraminífero bentónico de la subfamilia Biwaellinae, de la familia Schwagerinidae, de la superfamilia Fusulinoidea, del suborden Fusulinina y del orden Fusulinida. Su especie tipo es Biwaella omiensis. Su rango cronoestratigráfico abarca el Asseliense (Pérmico inferior).

## Discusión
Clasificaciones más recientes incluyen Biwaella en la superfamilia Schwagerinoidea, y en la subclase Fusulinana de la clase Fusulinata.

## Clasificación
Biwaella incluye a las siguientes especies:
- Biwaella americana †
- Biwaella bellula †
- Biwaella borealis †
- Biwaella complana †
- Biwaella cylindrata †
- Biwaella ellipsoidalis †
- Biwaella europaea †
- Biwaella explicata †
- Biwaella fusiformis †
- Biwaella ganchaoshanensis †
- Biwaella guangxiensis †
- Biwaella huabeiensis †
- Biwaella lingchuanensis †
- Biwaella occultans †
- Biwaella omiensis †
- Biwaella perplena †
- Biwaella pulchra †
- Biwaella shanxiensis †
- Biwaella shimenyaensis †
- Biwaella subcylindrica †
- Biwaella tieliekensis †
- Biwaella tumefacta †
- Biwaella zhenanensis †

Otras especies consideradas en Biwaella son:
- Biwaella tshelamtshiensis †, de posición genérica incierta
- Biwaella ushigiensis †, de posición genérica incierta